# Jochen Meißner
Jochen Meißner   (Stuttgart, 8 de maig de 1943) és un remer alemany, ja retirat, que va competir sota bandera de la República Federal Alemanya durant les dècades de 1960 i 1970.
El 1968 va prendre part en els Jocs Olímpics d'Estiu de Ciutat de Mèxic, on guanyà la medalla plata en la competició de scull individual del programa de rem. Quatre anys més tard, als Jocs de Múnic, junt a Arthur Heyne, fou desè en la prova del doble scull.
En el seu palmarès també destaquen una medalla de bronze al Campionat del Món de rem de 1966 i dues medalles al Campionat d'Europa de rem, d'or el 1965 i de bronze el 1969. De 1965 a 1968 va guanyar els campionats nacionals d'Alemanya Occidental.